# Braccio Baglioni
Braccio Baglioni, conocido como il Magnifico (Perugia, 1419-Perugia, 8 de diciembre de 1479), fue un líder italiano.
Fue señor de Bettona, Cannara, Perugia (y de facto), Spello, Sterpeto y Tordandrea.

## Biografía
Era el hijo mayor, entre cinco hijos (Carlo I, Guido I, Sforza I y Rodolfo I), de Malatesta I Baglioni y Giacoma Fortebraccio, hermana del líder Braccio da Montone. Fue iniciado en la carrera militar y luchó en varias ocasiones en las guerras que en ese momento enfrentaban a los muchos pequeños estados soberanos que existían en el centro de Italia. En 1437, a la muerte de su padre Malatesta, le sucedió en los señoríos de Bettona, Cannara y Spello que constituyeron el primer núcleo del llamado Nuevo Estado de Baglioni.

### Bodas
En mayo de 1437, Braccio, de dieciocho años, se casó con Toderina Fregoso, de una de las familias nobles más importantes de la República de Génova. De su unión nacieron tres hijas (Leandra, Braccesca y Francesca) y el único hijo de Braccio, Grifone (1457- 1477). Este último, padre del más famoso Grifonetto, nacido póstumamente, murió en la batalla de Pontericcioli.

### Gobierno (1438-1478)
Habiéndose convertido en señor de Perugia en 1438, ejerció un señorío oculto sobre Perugia (es decir, no caracterizado por el control total de los poderes cívicos, ya que la ciudad pertenecía al Estado de la Iglesia que no la reconoció formalmente). Aprovechando su posición como capitán de la milicia de la Santa Sede, ejerció una influencia sobre la ciudad que pronto estableció su supremacía. raccio Baglioni fue ante todo un soldado, más que un caballero. Valiente en el campo de batalla pero también astuto estratega antes del combate, dispuesto a conquistar nuevas tierras para su familia, despiadado en la venganza cuando juzgaba que no podía confiar en un enemigo vencido, pero que una vez obtenida la paz no dudaría en volver a tomar las armas contra el. Sus tropas lo amaban y sus capitanes eran considerados amigos por él. Sin embargo, fuera de los cruentos campos de batalla y las campañas militares, Braccio fue un hombre culto y bondadoso y, a pesar de estar acostumbrado a una dura vida militar, mantuvo refinadas amistades con los otros grandes señores de la península con frecuentes intercambios de correspondencia y hospedaje con él. Aristócratas, príncipes de la iglesia y embajadas, que pasaban por la ciudad. Los Varano de Camerino, los Sforza, los Della Roveres, los Médicis y los embajadores de la Serenissima conocieron la espléndida hospitalidad de Braccio Baglioni. Cuando el Marqués Borso d'Este fue a Roma en 1471 para recibir la corona ducal de manos del papa Pablo II, deteniéndose en Perugia, con su corte compuesta por damas, caballeros y dignatarios, fue alojado en el palacio de Braccio, mientras la escolta armada fue alojado en cómodas tiendas especialmente preparadas fuera de las murallas de la ciudad. Para felicitar la inminente dignidad que estaba a punto de conferirle, Braccio obsequió a Borso d'Este dos espléndidos caballos árabes, de la mejor raza y cada personaje de su séquito recibió una moneda de oro especialmente acuñada en recuerdo del paso a Perugia. 

### Amistad conLorenzo el Magnífico

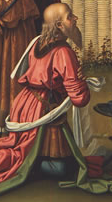
Malatesta I Baglioni disfrazado de uno de los magos (Adoración de los Magos de Perugino, Galería Nacional de Umbría, Perugia)

Además de la amistad que los unía, los dos nobles personajes, Braccio y Lorenzo, a pesar de la diferencia de edad, treinta años, compartían el sobrenombre de “Magnífico” que ambos merecían por una serie de cualidades especiales que los distinguían como sabiduría. en el gobierno, inteligencia política, pasión por el arte y la cultura, previsión y mecenazgo. Desde un punto de vista político Lorenzo pensaba en grande, porque el poder de Florencia era mucho mayor que el de Perugia, pero el pensamiento que unía a Lorenzo y Braccio era el mismo y fue el que forjó los espíritus más ilustrados de los príncipes de la Renacimiento. Ambos en efecto, gracias al poder familiar y al favor de los magistrados de la ciudad, supieron moverse bien en el complejo de intereses y alianzas que se tejieron durante años y luego, si era necesario, rápidamente derrotados, en lo que fue una „política de equilibrio”.

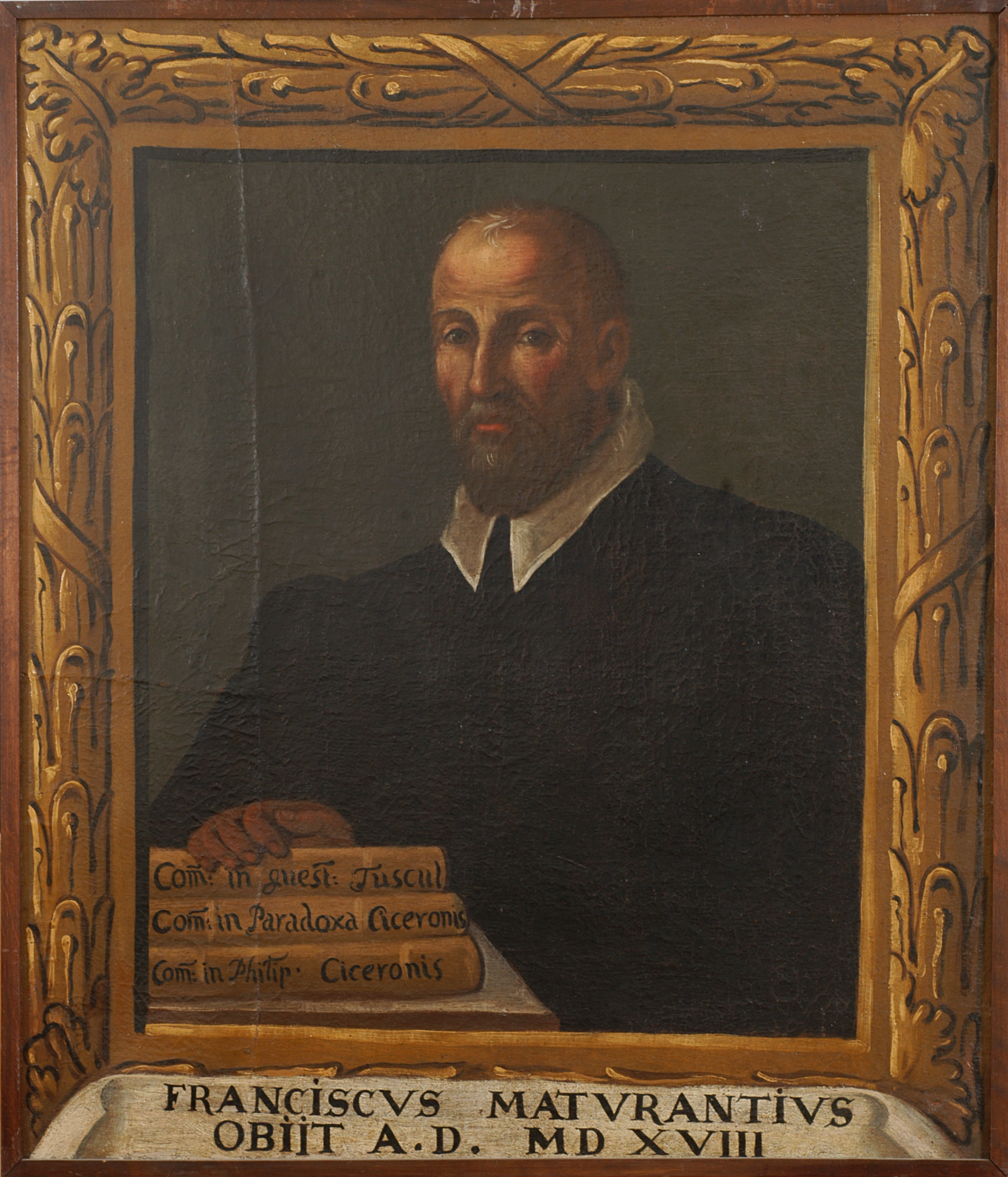
Francesco Maturanzio

### Braccio patrón
El patrocinio de Braccio llamó a su corte a Francesco Maturanzio, que se ocupó de la historia y la genealogía del Baglioni, el científico Niccolò Rinaldi de Sulmona, a quien Braccio encargó un tratado médico sobre la peste, Giovanni Campano, un gran hombre de letras, que fue embajador ante la corte papal, el poeta veronés Leonardo Montagna, artistas como Piero della Francesca, Pinturicchio y Benedetto Bonfigli, entre los principales pintores de Perugia. Un retrato suyo, pintado por Bonfigli, se encuentra en la Galería Nacional de Umbría.

### Braccio en la prensa
A diferencia de los ricos dueños de los libros, acostumbrados a los manuscritos iluminados y que desdeñaban la compra de libros impresos, considerándolos modestos y vulgares, Braccio en cambio quiso apoyar esta actividad invitando a impresores de Alemania, brindándoles trabajo bien remunerado y haciéndolos construyó una casa cerca de su palacio, para que pudieran ejercer su oficio con toda tranquilidad, fundando con ellos una sociedad comercial que favorecería la difusión del libro impreso. De esta manera, Braccio demostró que no solo era un mecenas culto de las artes, sino también un hombre de intuición, considerando de gran utilidad el nuevo descubrimiento, que permitió poner en circulación los clásicos a un menor costo y también hizo accesibles a la burguesía. Los estudiantes de la Universidad de Perugia aprovecharon de inmediato esta contingencia y pudieron aprovechar los códigos impresos para estudiar, tanto que hubo que llamar a un segundo núcleo de impresores desde Alemania para que se encargara de la edición del famoso Perugian. Jurisconsulto Baldo y otros textos jurídicos. Por orden de Braccio, también se imprimió una edición de la gramática de Sulpizio Veroli, una de las primeras obras de codificación de las normas lingüísticas de la lengua italiana que circuló impresa.

### La generosidad de Braccio
Los biógrafos narran que aquellos que lo necesitaban y recurrían a él para un préstamo nunca se negaron y nunca pusieron la tasa de interés en el pago y no era raro que incluso rechazaran el pago. Si las solicitudes lo atrapaban sin dinero en efectivo, enviaba a uno de sus sirvientes a vender vasos de plata, anillos y telas preciosas para satisfacer a los solicitantes. Así como daba con generosidad y sin ostentación, aceptaba cualquier donación con cordial espontaneidad, especialmente de las personas humildes, alabando las cualidades de lo recibido y luego retribuyendo al donante cuando podía. Todos sus subordinados, sirvientes, artesanos y comerciantes y todos los que trabajaron para él fueron honrados y recompensados sin medida. En tiempos de hambruna, Braccio compró, en las afueras de Perugia ya sus expensas, cargamentos de trigo y harina para ponerlos a la venta a precios muy bajos, de modo que incluso los menos pudientes pudieran comprar algo. Fundó y apoyó muchas obras de caridad, incluida la Cofradía de Farmacia que distribuyó medicamentos y varios medicamentos de forma gratuita a los más pobres.
A Braccio le encantaba animar a los ciudadanos con justas y torneos, en los que él mismo participaba en pruebas de fuerza y habilidad. Solía decir a menudo que un pueblo nacido para la guerra como Perugia, era mejor desahogar su agresividad en juegos caballerescos que en peleas de guerrilleros y duelos callejeros. Se ofrecían al pueblo fiestas y banquetes al aire libre en los parques de la ciudad con motivo de las frecuentes celebraciones religiosas y especialmente en los jardines colgantes que poseían sobre las murallas etruscas o en otros lugares de su propiedad como la "Orti di San Pietro", cerca la antigua basílica homónima, plantada de árboles frutales, robles, olivos y flores fragantes, siempre abierta a todos aquellos que quisieran aprovechar su verde refresco. Los perugianos se jactaban de que los Orti di Braccio, como los llamaban, eran más hermosos que los de las Hespérides. Parece que este jardín era el favorito del propio Braccio, que había hecho construir allí un pequeño templo de mármol de planta octogonal, que la reconstrucción del siglo XVIII de los jardines del Frontone habría desvirtuado por completo, cuando el lugar se convirtió en la sede de la Perugia. Arcadia. En aquellos jardines se celebraban en verano banquetes selváticos, espectáculos musicales y bailes, entre alegres compañías de jóvenes y muchachas. Entre los entretenimientos ofrecidos a los ciudadanos por Braccio, con motivo de aniversarios especiales como los de los santos patronos, bodas y cumpleaños familiares, había carreras de caballos de las que era un apasionado y luego simulacros de batallas con el traje romano antiguo, equilibristas, acróbatas y malabaristas.

### Obras públicas en Perugia
Braccio implementó una política de expansión y embellecimiento de la ciudad, se construyeron nuevos caminos y palacios señoriales. Entre 1429 y 1433, a instancias de su padre, se amplió el Palacio dei Priori, se construyeron otras iglesias y capillas privadas. Se construyó un imponente palacio nobiliario como residencia privada de la familia, del que hoy solo queda la parte incorporada en la Rocca Paolina. El edificio fue decorado por Domenico Veneziano con un ciclo de pinturas que tenían como tema las familias nobles de Perugia y los grandes líderes del pasado; estos frescos ya no existen, aunque ya se habían deteriorado en la época de Giorgio Vasari.
La fachada de la suntuosa residencia, iniciada por Malatesta I y caracterizada por una alta torre, estaba adornada con grafitis y esculturas. En el interior, en la sala de juntas, se encontraba el cuadro que representa a Perugia y los personajes que más lo ilustraron. Detrás del palacio se extendían grandes jardines colgantes, situados sobre las murallas etruscas.

### Sucesión

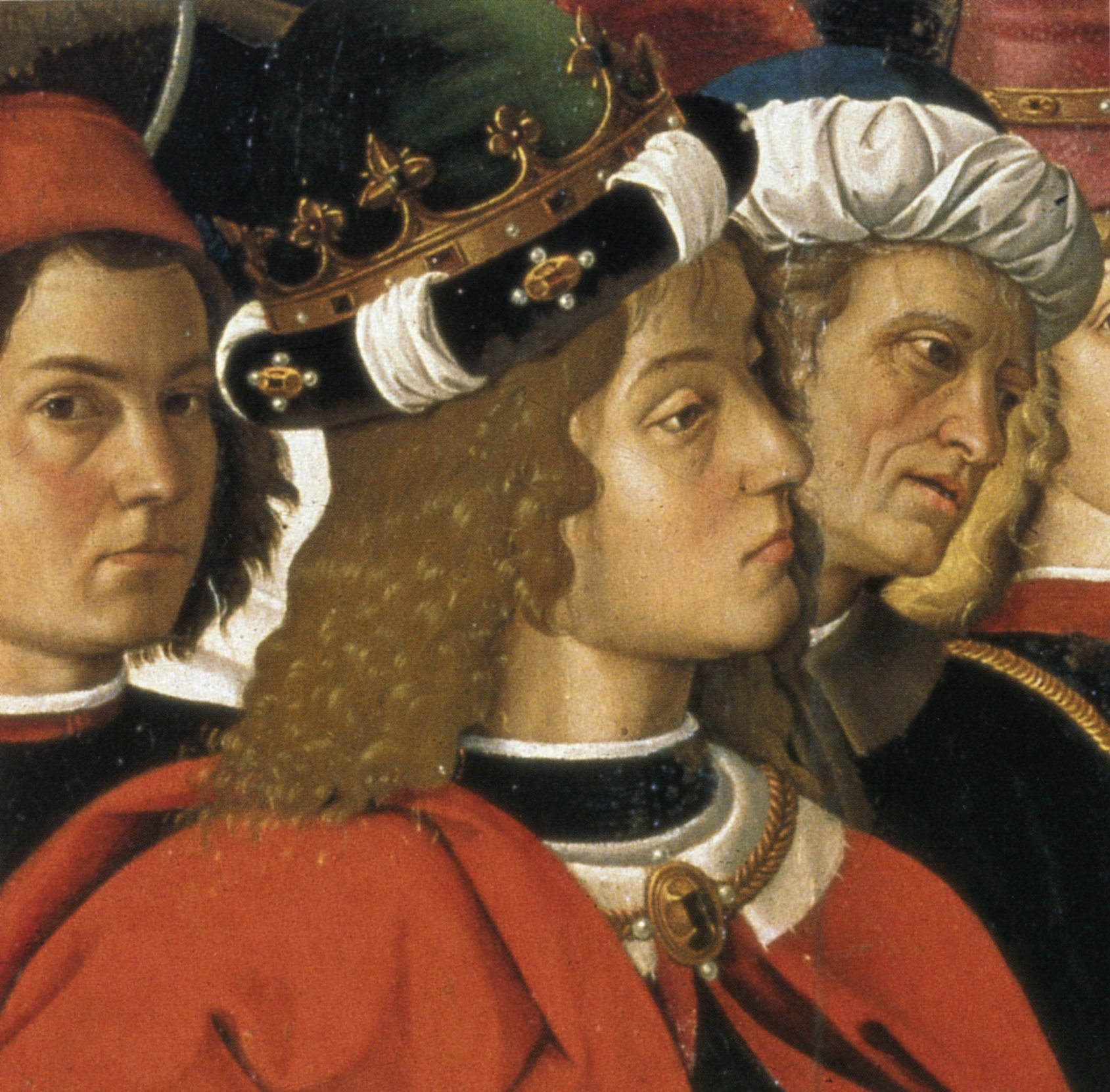
Grifone Baglioni, padre de Grifonetto

La trágica y repentina muerte de su único hijo varón supuso una gran aflicción para el sexagenario Braccio, fundador del estado baglionesco: dejó el patrimonio a su sobrino pequeño Federico Grifonetto, bajo la tutela de su madre Atalanta, pero el señorío fue usurpado por sus tíos Guido I, Rodolfo I y Astorre I. Esta situación dará lugar, en 1500, a los dramáticos días de las bodas de sangre con el exterminio de muchos miembros de la familia.

### Muerte
Después de una vida aventurera, Braccio desapareció en Perugia el 8 de diciembre de 1479. Como señal de luto, después de su entierro, las treinta y siete banderas y los siete estandartes que Braccio había tomado de sus enemigos de guerra en sus batallas victoriosas, fueron "arrastrados" a la ciudad durante varios días y se repitió también la ceremonia del arrastre en el trigésimo aniversario de su muerte, para luego volver a colgar todos en la Iglesia de Santa Maria dei Servi donde los había depositado como exvotos a la Virgen, iglesia y en el que quiso ser enterrado en cambio y en San Francesco al Prato, sitio de las tumbas de la familia. Sus huesos se perdieron a mediados del siglo XVI durante la demolición de la iglesia, como la mayoría de los edificios en la cima de Colle Landone, por el Papa Pablo III, cuando Perugia fue definitivamente removida del señorío de los Baglioni, permaneciendo durante tres siglos. bajo el pesado yugo del Reino de la Iglesia, así como también fueron removidos los otros entierros de los Baglioni de San Francesco al Prato, en desprecio de esa familia de valientes líderes de los que la Santa Sede se había servido durante tanto tiempo, pero quien siempre se había opuesto ferozmente a los fines pontificios sobre la ciudad de Perugia.